# Вавуния (округ)
Вавуния (синг. වවුනියා දිස්ත්‍රික්කය, там. வவுனியா மாவட்டம) — один из 25 округов Шри-Ланки. Входит в состав Северной провинции страны. Административный центр — город Вавуния.
Площадь округа составляет 1967 км². В административном отношении подразделяется на 4 подразделения.
Население по данным переписи 2012 года составляет 171 511 человек. 82,37 % населения составляют ланкийские тамилы; 10,02 % — сингальцы; 6,82 % — ларакалла; 0,75 % — индийские тамилы и 0,03 % — другие этнические группы. 69,55 % населения исповедуют индуизм; 13,31 % — христианство; 9,73 % — буддизм и 7,20 % — ислам.